# دائرة يسر
دائرة خميس يسر هي دائرة في ولاية بومرداس وعاصمتها هي خميس يسر.
وهي بدورها تضم 4 بلديات:
- خميس يسر
- سي مصطفى
- شعبة العامر
- تيمزريت

عدد السكان 67228 نسمة

## القرى
- بلاد قيطون
- علي بوظهر
- لعزيب مرابطين
- أولاد خليف
- لعزيب مراح
- أولاد بوظهر
- بن كانون
- أحمد بجبج
- الوناس مشايري
- غمراسة
- ونوغة

## مواقع أثرية
- ضريح بلاد قيطون

## الزوايا
- «زاوية سيدي عبد الرحمن الثعالبي» (خميس يسر).

## الوديان
يتضمن إقليم هذه الدائرة العديد من الوديان منها:
- وادي يسر
- وادي الجمعة
- وادي منايل

## الملاعب
يضم إقليم هذه الدائرة العديد من ملاعب كرة القدم، منها:
1. ملعب تيمزريت (الإحداثيات: )
2. ملعب سي مصطفى (الإحداثيات: )
3. ملعب شعبة العامر (الإحداثيات: )
4. ملعب يسر [الفرنسية] (الإحداثيات: )

## مواضيع ذات صلة
- دوائر ولاية بومرداس
- بلديات ولاية بومرداس